# Chemisch Dispuut Leiden
Het Chemisch Dispuut Leiden is de studievereniging voor studenten Scheikunde, (voorheen) Sustainable Molecular Science & Technology en Molecular Science and Technology aan de Universiteit Leiden. Het CDL werd opgericht op 20 mei 1926. 

## Geschiedenis

### Oprichting
Het Chemisch Dispuut Leiden wordt op 20 mei 1926 door twintig doctoraalstudenten scheikunde opgericht onder de naam Physisch Chemisch Dispuut. Eerstejaarsstudenten waren uitgesloten van lidmaatschap en vrouwen hadden slechts zeer beperkte rechten binnen de vereniging.
De jaren twintig en dertig van de twintigste eeuw worden gekenmerkt door inhoudelijke bijeenkomsten waarbij een van de leden een lezing hield over een zelf te kiezen onderwerp. Uit de oorspronkelijke naam ‘Physisch Chemisch Dispuut’ werd in 1931 het woordje ‘Physisch’ weggestemd.
De eerstejaarsstudenten legden zich niet neer bij hun uitsluiting en richtten in 1932 in samenwerking met hoogleraar Ehrenfest het eerstejaarsdispuut ‘Physichem’ op. Het Physisch Chemisch Dispuut en Physichem fuseren als de faculteit Scheikunde opgaat in de faculteit der Wiskunde en Natuurwetenschappen. De chemici erkennen dat zij verenigd sterker zullen staan binnen de faculteit en op 5 februari 1940 is het Chemisch Dispuut Leiden een feit.
In 1929 gingen de leden van het dispuut voor het eerst ook op bezoek bij bedrijven, onder andere bij de voormalige zwavelzuurfabriek in Amsterdam Ketjen en Co. De eerste buitenlandse reis ging in 1949 naar Gent en Brugge, een jaar later gevolgd door een zevendaagse reis naar Kopenhagen. Deze eerste reizen werden in de volgende decennia opgevolgd door reizen naar onder andere New York, Brazilië, Singapore, Maleisië en Japan.

### Subdisputen
De vereniging werd in 1940 stilgelegd in verband met de Tweede Wereldoorlog. Na de oorlog leeft de vereniging weer op en in 1958 worden enkele subdisputen opgericht. Onder leiding van een ouderejaarsstudent houden groepjes eerste- en tweedejaars zich bezig met een bepaald gebied binnen de scheikunde.
Deze subdisputen kenden tijdens de jaren vijftig tot tachtig een vlucht. Destijds bedoeld om de aanwas van studenten persoonlijker te benaderen, bleken de subdisputen de moedervereniging van binnenuit uit te hollen. In het begin van de jaren tachtig kwam zelfs het bestaan van het CDL in het gedrang. De daarop volgende jaren nam het animo voor de subdisputen af. Hiervoor in de plaats kwamen de gevierde lustra, studiereizen en uitwisselingen. In 2013 werd sinds lange tijd weer een subdispuut goedgekeurd door de algemene ledenvergadering. 

## Alumni
Sinds 2012 kunnen ook alumni lid worden of blijven van het CDL. Als afgestudeerd chemicus en oud CDL-lid bestaat er namelijk de mogelijkheid om actief betrokken te blijven bij de vereniging en contacten te onderhouden met oud-bekenden en studiegenoten. Dit kan door middel van het afsluiten van een buitenlidmaatschap. Voor buitenleden organiseert het CDL tweemaal per jaar een borrel en eenmaal per jaar een buitenledenactiviteit. Eenmaal per jaar ontvangen de buitenleden een speciale editie van het verenigingsperiodiek Chimica Acta Lugduni (kort: Chimica) waarin de belangrijkste gebeurtenissen voor de vereniging kenbaar worden gemaakt.